# Aleksandr Moskalenko
Aleksandr Moskalenko (în rusă Александр Москаленко; n. 4 noiembrie 1969, Pereyаslovskaya⁠(d), RSFS Rusă, URSS) este un sportiv ce a reprezentat Rusia, medaliat olimpic. A participat la 2 ediții ale Jocurilor Olimpice (2000, 2004) în care a câștigat o medalie de aur și o medalie de argint.